# Rio Tenente Marques
Rio Tenente Marques är ett vattendrag i Brasilien. Det ligger i den centrala delen av landet, 1 400 km väster om huvudstaden Brasília.
I omgivningarna runt Rio Tenente Marques växer i huvudsak städsegrön lövskog. Trakten runt Rio Tenente Marques är nära nog obefolkad, med mindre än två invånare per kvadratkilometer.